# Viktor Savinykh
Viktor Petrovitch Savinykh (en russe : Виктор Петрович Савиных) est un cosmonaute soviétique, né le 7 mars 1940 à Berezkini.

## Biographie
Viktor Savinykh sort diplômé de l'université de géodésie et de cartographie de Moscou en 1969. En 1990, il obtient son doctorat en science technique.
C'est  le 1er décembre 1978 qu'il est choisi en tant que cosmonaute.

## Vols réalisés
Viktor Savinykh a volé comme ingénieur de vol sur :
- Soyouz T-4, lancé le 12 mars 1981, en direction de Saliout 6, en tant que membre de la mission EO-5 [2], et ayant atterri le 26 mai 1981
- Soyouz T-13, lancé le 6 juin 1985 pour un séjour de plus de 168 jours à bord de Saliout 7 en tant que membre de l'expédition EO-4-1a [2], revenant sur Terre par Soyouz T-14 le 21 novembre 1985
- Soyouz TM-5, lancé le 7 juin 1988, en direction de Mir, en tant que membre de la mission Mir Chipka , revenant sur Terre par Soyouz TM-4 le 17 juin 1988.

Viktor Savinykh est à la retraite depuis le 9 février 1989.